# Eric Haydock
Eric Haydock (Burnley, 1943. február 3. – 2019. január 5.) angol basszusgitáros. 

## Pályafutása
A The Hollies eredeti basszusgitárosa volt, 1962 decemberétől egészen 1966 júliusáig. Az első brit zenészek egyike volt, aki hathúros Fender Bass VI gitáron játszott. Annak ellenére, hogy jó basszusgitárosnak tartották, hosszas viták után a zenekar menedzsere 1966-ban lecserélte őt Bernie Calvertra az együttesben.
2010-ben a Hollies tagjaként bekerült a Rock and Roll Hall of Fame-be. 
2019. január 5-én hunyt el.

## Díjai, elismerései
- Rock and Roll Hall of Fame (2010)